# ツヴェタナ (小惑星)
ツヴェタナ (785 Zwetana) は、小惑星帯の小惑星。1914年3月30日にアダム・マシンガーが発見した。
ブルガリア人キリル・ポポフの娘に因んで命名された。